# Mapfre

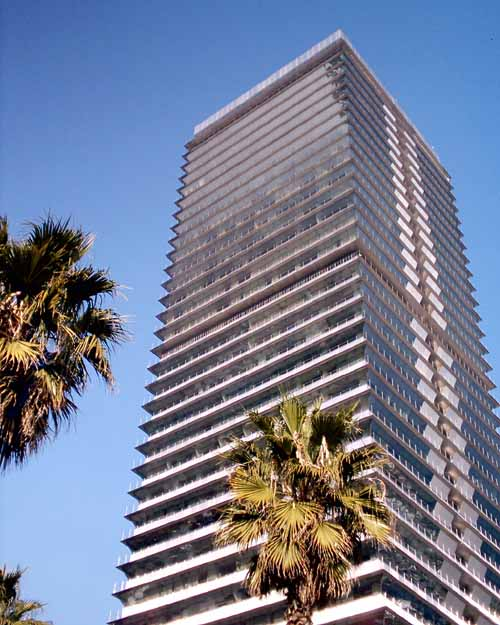
Mapfre-Turm/Torré Mapfre in Barcelona

Mapfre ist ein diversifizierter Finanzdienstleistungskonzern aus Spanien mit Schwerpunkt auf dem Versicherungsgeschäft. Die Gruppe besteht aus 240 Einzelunternehmen, die in 38 Ländern den Bereichen Versicherung, Rückversicherung, Immobilien, Finanzgeschäften und sonstigen Dienstleistungen tätig sind. Die Mehrzahl der Unternehmungen sind in der Holding Corporación Mapfre, S.A. zusammengefasst, deren Aktien an den Börsen Madrid und Barcelona gehandelt werden. Mapfre ist im Börsenindex IBEX 35 sowie im Dow Jones Stoxx Insurance vertreten. Sitz der Holding ist Madrid.
Der Geschäftsbericht weist für das Jahr 2014 einen Umsatz von 26,367 Milliarden Euro und einen Nettogewinn von 845 Millionen Euro auf. Insgesamt werden 37.053 Mitarbeiter beschäftigt, davon 9.255 in Spanien.

## Unternehmensgeschichte
1933 wurde die Gesellschaft als Mutualidad de Seguros de la Agrupación de Propietarios de Fincas Rústicas de España (auf Deutsch etwa „Verein auf Gegenseitigkeit für Versicherungen der Vereinigung der Besitzer von Bauernhöfen in Spanien“) gegründet. 1944 wurde ein Abkommen mit der staatlichen Krankenpflichtversicherung geschlossen, durch welches die Gesellschaft 1954, aufgrund stark gestiegener Krankheitskosten, fast in Insolvenz geraten wäre. Ab 1955 wandte sich die Gesellschaft neuen Geschäftsfeldern zu. Das Krankenversicherungsgeschäft wurde völlig aufgegeben. Ab 1970 entwickelte sich die heutige Struktur, mit der Autoversicherung als Muttergesellschaft sowie Lebens- und Industrieversicherungen. Die internationale Expansion erfolgte ab 1977, seit 1990 ist Mapfre nach eigenen Angaben die führende Versicherung in Lateinamerika. Im Jahre 2000 wurde eine strategische Allianz mit der Caja Madrid (Sparkasse Madrid) geschlossen. Mafpre ist in Teilen noch immer als Mutualidad (entspricht in etwa dem deutschen Versicherungsverein auf Gegenseitigkeit) und damit als Non-Profit-Organisation organisiert. Um die Struktur der Gesellschaft den Erfordernissen der Finanzmärkte anzupassen, wurde ein Prozess zur Demutualisierung eingeleitet, der Ende 2006 beendet wurde. Seitdem ist die börsennotierte Aktiengesellschaft Mapfre S.A. die Holding, unter der alle Geschäftsaktivitäten des Konzerns angesiedelt sind. Die Umstrukturierung hat die Marktkapitalisierung verdoppelt, was Mapfre einen größeren Finanzierungsspielraum einräumt. Dieser soll nach Aussage der Gesellschaft genutzt werden, um das Geschäft in Europa, den USA und China auszubauen.
2015 hat Mapfre den Erwerb des Direktversicherers Direct Line in Deutschland und Italien abgeschlossen, dessen Umfirmierung im Juli 2017 zu Verti vollzogen worden ist.

## Einzelunternehmen
Die Mapfre Empresas ist die Industrieversicherungstochter des Konzerns. Derzeitiger Firmenchef ist Filomeno Mira. Im Geschäftsjahr 2006 hat die Mapfre Empresas bei 1,35 Mrd. € Prämieneinnahmen einen Gewinn vor Steuern von 116 Mio. € ausgewiesen.

## Aktionärsstruktur
Mit Stand August 2025 waren folgende Hauptaktionäre bekannt:
| Aktionäre                            | Anteile       | %        | Wert in Mio. Euro |
| ------------------------------------ | ------------- | -------- | ----------------- |
| Fundación Mapfre                     | 2.149.440.958 | 69,8 %   | 8.755             |
| MAPFRE S.A.                          | 12.200.024    | 0,3962 % | 50                |
| Magallanes Value Investors SA SGIIC  | 4.811.990     | 0,1563 % | 20                |
| Caixabank Asset Management SGIIC SA  | 3.244.947     | 0,1054 % | 13                |
| MS&AD INSURANCE GROUP HOLDINGS, INC. | 3.102.407     | 0,1007 % | 13                |
| Unigest SGIIC SA                     | 2.450.572     | 0,0796 % | 10                |
| BPI Gestão de Activos SGOIC SA       | 1.783.608     | 0,0579 % | 7                 |
| West Yorkshire Pension Fund          | 1.498.718     | 0,0487 % | 6                 |
| Research Affiliates LLC              | 1.293.162     | 0,042 %  | 5                 |
| Niche Asset Management Ltd.          | 1.000.000     | 0,0325 % | 4                 |

## Sponsor

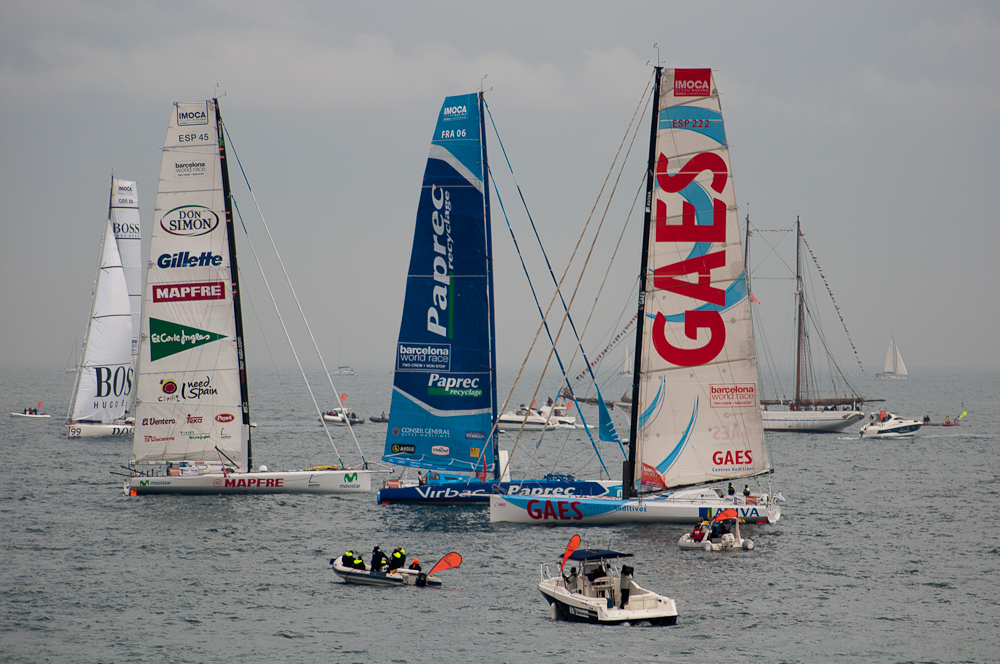
Die Regattajacht Mapfre (3. von rechts) vor dem Start zum Barcelona World Race

Das Unternehmen ist Sponsor im professionellen Segelsport. Die Mapfre segelte bei der Weltumsegelungsregatta Barcelona World Race unter den Spaniern Iker Martínez und Xabier Fernández auf den zweiten Platz. Zudem sponsert Mapfre das Renault-Werksteam in der Formel 1.